# Vicariaat Oost-België
Het vicariaat Oost-België (Duits: Vikariat des deutschsprachigen Gebietes - Ostbelgien) is een onderdeel van het Belgische, rooms-katholieke bisdom Luik. Het is een territoriaal vicariaat, vergelijkbaar met de drie vicariaten Brussel, Vlaams-Brabant en Mechelen en Waals-Brabant binnen het aartsbisdom Mechelen-Brussel, dat de negen parochies van Duitstalig België groepeert. Het valt samen met de grenzen van de Duitstalige gemeenschap. In de jaren 1920-1925 viel dit gebied onder het toenmalige bisdom Eupen-Malmedy .
Van de ongeveer 75.000 inwoners is ongeveer 90% katholiek.